# Фомін В'ячеслав Васильович
Фомін В'ячеслав Васильович (рос. Вячесла́в Васи́льевич Фоми́н; *1957 р.) — російський історик і історіограф, дослідник початкових етапів історії Стародавньої Русі. Доктор історичних наук, завідувач кафедри «Вітчизняної історії», професор історичного факультету Липецького державного педагогічного університету.
Методику історичного дослідження Фоміна фахівці вважають несучасною, застарілою, а самі його висновки та погляди — маргінальними[джерело?].

## Життєпис
Народився в 1957 р. в Горьківській області (нинішня Нижньогородська область), в багатодітній селянській родині. У 1980 р. завершив навчання на історико-філологічному факультеті Горьковського (нині Нижньогородського) державного університету ім. М. І. Лобачевського.
У 1985—1988 рр. — аспірант в Московському педагогічному державному університеті під керівництвом доктора історичних наук, професора А. Г. Кузьміна (1928—2004 рр.).
- Кандидатська дисертація: «Варяги в середньовічній писемній традиції» (1997 р.),
- докторська дисертація: «Варяго-руське питання в російській історіографії XVIII—XX століть» (2005 р.)[1].

Професор Липецького державного педагогічного університету, провідний науковий співробітник Інституту російської історії РАН (до початку 2011 р.). Автор понад 80 наукових публікацій, 2 навчальних посібників з грифом «УМО», 4 монографій з варяго-руського питання та його історіографії.
У своїх працях веде полеміку з «норманською теорією» походження варягів і Рюрика, зводить її витоки до шведсько-руських відносин початку XVII століття. Розвиває ідеї антинорманізму.

## Оцінка наукових праць
Доктор історичних наук Л. С. Клейн називає його «сучасним лідером антинорманізму», а також вважає погляди Фоміна «маргінальною позицією».. Праці В. В. Фоміна на даний час піддаються критиці з боку багатьох представників російської археологічної й історичної науки, зокрема, Володимира Петрухіна, Євгена Носова, археолога Дмитра Мачинського, докторів історичних наук Анатолія Кірпічнікова, Олександра Сакси, Сергія Каштанова, Андрія Дворниченка та інших..
У привітанні «Від імені Президії Російської академії наук» учасникам і гостям семінару «Від Ломоносова до Нансена і далі» (міжнародна наукова конференція «Arctic Frontiers» — «Арктичні рубежі», 23 січня 2011 року, м. Тромсе, Норвегія) віце-президент РАН академік геолог М. П. Лавьоров висловив думку, що «…професор В. В. Фомін в монографії „Ломоносов. Геній російської історії“ вперше докладно, із залученням найширшого кола джерел — історичних, археологічних, лінгвістичних, антропологічних, показав, що майже всі ідеї, висловлені Ломоносовим в XVIII столітті у відношенні російської та світової історії, відповідають рівню сучасної науки і, що Ломоносов правий, виводячи варязьку Русь з берегів Південної Балтії»[неавторитетне джерело][неавторитетне джерело][неавторитетне джерело].

## Список праць
- Фомин В. В. // «Русские летописи и варяжская легенда»: Учебное пособие. — г. Липецк: ЛГТУ, 1999 г. — 149 с. (рос.)
- Фомин В. В. // «Варяги и варяжская русь»: К итогам дискуссии по варяжскому вопросу / Рецензенты: член-корр. РАН А. Н. Сахаров, д-р ист. наук Г. В. Талина; Институт российской истории РАН. — г. Москва: изд. «Русская панорама», 2005 г. — 488 с. — 1000 экз. — ISBN 5-93165-132-2. (рос.)
- Фомин В. В. // «Варяго-русский вопрос в отечественной историографии XVIII—XX веков»: Автореферат диссертации доктора исторических наук: 07.00.02, 07.00.09 / Ин-т рос. истории РАН. — г. Москва, 2005 г. — 36 c. (рос.)
- Фомин В. В. // «Ломоносов: Гений русской истории» / Рецензенты: член-корр. РАН А. Н. Сахаров, д-р ист. наук М. Г. Вандалковская, д-р ист. наук С. В. Перевезенцев; Институт российской истории РАН. — г. Москва: изд. «Русская панорама», 2006 г. — 464 с. — 1000 экз. — ISBN 5-93165-133-0. (рос.)
- Фомин В. В. // «Начальная история Руси»: Учебное пособие / Институт российской истории РАН, Липецкий государственный педагогический университет, Арзамасский государственный педагогический институт. — г. Москва: изд. «Русская панорама», 2008 г. — 296 с. — 1500 экз. — ISBN 978-5-93165-209-2. (рос.)
- Фомин В. В. // «Голый конунг: Норманнизм как диагноз». — г. Москва: изд. «Алгоритм», 2013 г. — 320 с. — (Наша Русь). — ISBN 978-5-4438-0430-9. (рос.)